# Liste der Kulturdenkmale in Berlin-Buch

Lage von Buch in Berlin

In der Liste der Kulturdenkmale von Buch sind die Kulturdenkmale des Berliner Ortsteils Buch im Bezirk Pankow aufgeführt.

## Denkmalbereiche (Ensembles)
| Nr.      | Lage | Offizielle Bezeichnung | Bestandteile / Beschreibung               | Bild                                |
| -------- | --- | --- | ----------------------------------------- | ----------------------------------- |
| 09050460 | Alt-Buch 36–38A, 41, 45/51, 53, 57, 59 Karower Straße 1 Pölnitzweg Röntgentaler Weg Wiltbergstraße (Lage) | Ensemble Alt-Buch, Schlosskirche mit Friedhof, Schlosspark, Parkportal, Schlosskrug mit Ausspanne, Pfarr- und Gemeindehaus, Dorfschule, Gutshof, Wohnhäuser, Gewerbegebäude, Wirtschaftsgebäude Gesamtanlage siehe: Alt-Buch 45/51 Baudenkmale siehe: Alt-Buch 36; 37; 38; 38A; 53 Karower Straße Gartendenkmal siehe: Alt-Buch 41 | Weitere Bestandteile des Ensembles:       | Weitere Bestandteile des Ensembles: |
| 09050460 | Alt-Buch 36–38A, 41, 45/51, 53, 57, 59 Karower Straße 1 Pölnitzweg Röntgentaler Weg Wiltbergstraße (Lage) | Ensemble Alt-Buch, Schlosskirche mit Friedhof, Schlosspark, Parkportal, Schlosskrug mit Ausspanne, Pfarr- und Gemeindehaus, Dorfschule, Gutshof, Wohnhäuser, Gewerbegebäude, Wirtschaftsgebäude Gesamtanlage siehe: Alt-Buch 45/51 Baudenkmale siehe: Alt-Buch 36; 37; 38; 38A; 53 Karower Straße Gartendenkmal siehe: Alt-Buch 41 | 09050465 – Alt-Buch 41, Parkportal        |                                     |
| 09050460 | Alt-Buch 36–38A, 41, 45/51, 53, 57, 59 Karower Straße 1 Pölnitzweg Röntgentaler Weg Wiltbergstraße (Lage) | Ensemble Alt-Buch, Schlosskirche mit Friedhof, Schlosspark, Parkportal, Schlosskrug mit Ausspanne, Pfarr- und Gemeindehaus, Dorfschule, Gutshof, Wohnhäuser, Gewerbegebäude, Wirtschaftsgebäude Gesamtanlage siehe: Alt-Buch 45/51 Baudenkmale siehe: Alt-Buch 36; 37; 38; 38A; 53 Karower Straße Gartendenkmal siehe: Alt-Buch 41 | 09050442 – Alt-Buch 57, Wohnhaus, um 1948 |                                     |
| 09050460 | Alt-Buch 36–38A, 41, 45/51, 53, 57, 59 Karower Straße 1 Pölnitzweg Röntgentaler Weg Wiltbergstraße (Lage) | Ensemble Alt-Buch, Schlosskirche mit Friedhof, Schlosspark, Parkportal, Schlosskrug mit Ausspanne, Pfarr- und Gemeindehaus, Dorfschule, Gutshof, Wohnhäuser, Gewerbegebäude, Wirtschaftsgebäude Gesamtanlage siehe: Alt-Buch 45/51 Baudenkmale siehe: Alt-Buch 36; 37; 38; 38A; 53 Karower Straße Gartendenkmal siehe: Alt-Buch 41 | Scheune und Stall, um 1890                | Alt-Buch 57                         |
| 09050460 | Alt-Buch 36–38A, 41, 45/51, 53, 57, 59 Karower Straße 1 Pölnitzweg Röntgentaler Weg Wiltbergstraße (Lage) | Ensemble Alt-Buch, Schlosskirche mit Friedhof, Schlosspark, Parkportal, Schlosskrug mit Ausspanne, Pfarr- und Gemeindehaus, Dorfschule, Gutshof, Wohnhäuser, Gewerbegebäude, Wirtschaftsgebäude Gesamtanlage siehe: Alt-Buch 45/51 Baudenkmale siehe: Alt-Buch 36; 37; 38; 38A; 53 Karower Straße Gartendenkmal siehe: Alt-Buch 41 | 09050443 – Alt-Buch 59, Wohnhaus, um 1890 |                                     |

## Denkmalbereiche (Gesamtanlagen)
| Nr.      | Lage                                                                                  | Offizielle Bezeichnung                                                       | Bestandteile                                                                                             | Bild |
| -------- | ------------------------------------------------------------------------------------- | ---------------------------------------------------------------------------- | --- | ---- |
| 09050467 | Alt-Buch 45/51 (Lage)                                                                 | Gutshof Buch mit Freiflächen Bestandteil des Ensembles: Alt-Buch             | Guts- und Inspektorenhaus, um 1810                                                                       |      |
| 09050467 | Alt-Buch 45/51 (Lage)                                                                 | Gutshof Buch mit Freiflächen Bestandteil des Ensembles: Alt-Buch             | Taubenhaus, 1830 von Graf von Voß-Flotow                                                                 |      |
| 09050467 | Alt-Buch 45/51 (Lage)                                                                 | Gutshof Buch mit Freiflächen Bestandteil des Ensembles: Alt-Buch             | Kleintierstall, 1830 von Graf von Voß-Flotow                                                             |      |
| 09050467 | Alt-Buch 45/51 (Lage)                                                                 | Gutshof Buch mit Freiflächen Bestandteil des Ensembles: Alt-Buch             | Pferde- und Kuhstall, 1865 von Graf von Voß-Flotow                                                       |      |
| 09050467 | Alt-Buch 45/51 (Lage)                                                                 | Gutshof Buch mit Freiflächen Bestandteil des Ensembles: Alt-Buch             | Speicher, 1890 von Graf von Voß-Flotow                                                                   |      |
| 09050467 | Alt-Buch 45/51 (Lage)                                                                 | Gutshof Buch mit Freiflächen Bestandteil des Ensembles: Alt-Buch             | Schmiede und Stellmacherei, 1890 von Graf von Voß-Flotow                                                 |      |
| 09050467 | Alt-Buch 45/51 (Lage)                                                                 | Gutshof Buch mit Freiflächen Bestandteil des Ensembles: Alt-Buch             | Spritzenhaus, 1890 von Graf von Voß-Flotow                                                               |      |
| 09050467 | Alt-Buch 45/51 (Lage)                                                                 | Gutshof Buch mit Freiflächen Bestandteil des Ensembles: Alt-Buch             | Gesindehaus, 1871 und 1900 von Graf von Voß-Flotow                                                       |      |
| 09050467 | Alt-Buch 45/51 (Lage)                                                                 | Gutshof Buch mit Freiflächen Bestandteil des Ensembles: Alt-Buch             | Wäscherei, 1890 von Graf von Voß-Flotow                                                                  |      |
| 09050467 | Alt-Buch 45/51 (Lage)                                                                 | Gutshof Buch mit Freiflächen Bestandteil des Ensembles: Alt-Buch             | Scheune, 1900 vom Städtischen Gut Buch                                                                   |      |
| 09050467 | Alt-Buch 45/51 (Lage)                                                                 | Gutshof Buch mit Freiflächen Bestandteil des Ensembles: Alt-Buch             | Pförtnerhaus und Einfriedung                                                                             |      |
| 09085410 | Alt-Buch 67/71 Pölnitzweg Zepernicker Straße (Lage)                                   | Heimstätte für männliche Brustkranke                                         | Hauptgebäude, 1901–1905 von Ludwig Hoffmann (siehe auch Gartendenkmal Alt-Buch 67/71)                    |      |
| 09085410 | Alt-Buch 67/71 Pölnitzweg Zepernicker Straße (Lage)                                   | Heimstätte für männliche Brustkranke                                         | Bildhauerarbeiten von August Vogel                                                                       |      |
| 09085410 | Alt-Buch 67/71 Pölnitzweg Zepernicker Straße (Lage)                                   | Heimstätte für männliche Brustkranke                                         | Pförtnerhaus (402)                                                                                       |      |
| 09085410 | Alt-Buch 67/71 Pölnitzweg Zepernicker Straße (Lage)                                   | Heimstätte für männliche Brustkranke                                         | Mehrfamilienhaus (403)                                                                                   |      |
| 09085410 | Alt-Buch 67/71 Pölnitzweg Zepernicker Straße (Lage)                                   | Heimstätte für männliche Brustkranke                                         | Liegehalle (404)                                                                                         |      |
| 09085411 | Hobrechtsfelder Chaussee 150A/176D (Lage)                                             | Klinikum Berlin-Buch, Medizinischer Bereich V, Ernst-Ludwig-Heim Krankenhaus | Haus 501, Wohnhaus für den Pförtner, 1927–1929                                                           |      |
| 09085411 | Hobrechtsfelder Chaussee 150A/176D (Lage)                                             | Klinikum Berlin-Buch, Medizinischer Bereich V, Ernst-Ludwig-Heim Krankenhaus | Haus 502, Verwaltungsbau, 1914–1929 von Ludwig Hoffmann                                                  |      |
| 09085411 | Hobrechtsfelder Chaussee 150A/176D (Lage)                                             | Klinikum Berlin-Buch, Medizinischer Bereich V, Ernst-Ludwig-Heim Krankenhaus | Haus 503, Krankenhaus, 1914–1929, Umbau 1959–1980                                                        |      |
| 09085411 | Hobrechtsfelder Chaussee 150A/176D (Lage)                                             | Klinikum Berlin-Buch, Medizinischer Bereich V, Ernst-Ludwig-Heim Krankenhaus | Haus 504, Krankenhaus, 1914–1929, Umbau 1959–1980                                                        |      |
| 09085411 | Hobrechtsfelder Chaussee 150A/176D (Lage)                                             | Klinikum Berlin-Buch, Medizinischer Bereich V, Ernst-Ludwig-Heim Krankenhaus | Haus 505, Krankenhaus, 1914–1929, Umbau 1959–1980                                                        |      |
| 09085411 | Hobrechtsfelder Chaussee 150A/176D (Lage)                                             | Klinikum Berlin-Buch, Medizinischer Bereich V, Ernst-Ludwig-Heim Krankenhaus | Haus 508, Küchengebäude, 1927–1929, Umbau um 1959                                                        |      |
| 09085411 | Hobrechtsfelder Chaussee 150A/176D (Lage)                                             | Klinikum Berlin-Buch, Medizinischer Bereich V, Ernst-Ludwig-Heim Krankenhaus | Haus 509, Leichenhalle, 1927–1929 von Martin Wagner                                                      |      |
| 09085411 | Hobrechtsfelder Chaussee 150A/176D (Lage)                                             | Klinikum Berlin-Buch, Medizinischer Bereich V, Ernst-Ludwig-Heim Krankenhaus | Haus 510, Werkstatt & Remise, 1927–1929, Umbau 1958                                                      |      |
| 09085411 | Hobrechtsfelder Chaussee 150A/176D (Lage)                                             | Klinikum Berlin-Buch, Medizinischer Bereich V, Ernst-Ludwig-Heim Krankenhaus | Haus 518, Trafo-Station, 1927–1929                                                                       |      |
| 09085411 | Hobrechtsfelder Chaussee 150A/176D (Lage)                                             | Klinikum Berlin-Buch, Medizinischer Bereich V, Ernst-Ludwig-Heim Krankenhaus | Haus 520, Dampfreglerstation, 1927–1929                                                                  |      |
| 09085408 | Karower Straße 7/17 Lindenberger Weg 1/69, 87–87B Schwanebecker Chaussee 4A-4H (Lage) | Klinikcampus C. W. Hufeland, ehemalige III. Städtische Irrenanstalt          | Haus 201, Krankenhausgebäude, 1900–1907 von Ludwig Hoffmann (siehe auch Gartendenkmal Krankenhausgarten) |      |
| 09085408 | Karower Straße 7/17 Lindenberger Weg 1/69, 87–87B Schwanebecker Chaussee 4A-4H (Lage) | Klinikcampus C. W. Hufeland, ehemalige III. Städtische Irrenanstalt          | Haus 202, Krankenhausgebäude                                                                             |      |
| 09085408 | Karower Straße 7/17 Lindenberger Weg 1/69, 87–87B Schwanebecker Chaussee 4A-4H (Lage) | Klinikcampus C. W. Hufeland, ehemalige III. Städtische Irrenanstalt          | Haus 203, Krankenhausgebäude                                                                             |      |
| 09085408 | Karower Straße 7/17 Lindenberger Weg 1/69, 87–87B Schwanebecker Chaussee 4A-4H (Lage) | Klinikcampus C. W. Hufeland, ehemalige III. Städtische Irrenanstalt          | Haus 204, Krankenhausgebäude                                                                             |      |
| 09085408 | Karower Straße 7/17 Lindenberger Weg 1/69, 87–87B Schwanebecker Chaussee 4A-4H (Lage) | Klinikcampus C. W. Hufeland, ehemalige III. Städtische Irrenanstalt          | Haus 205, Krankenhausgebäude                                                                             |      |
| 09085408 | Karower Straße 7/17 Lindenberger Weg 1/69, 87–87B Schwanebecker Chaussee 4A-4H (Lage) | Klinikcampus C. W. Hufeland, ehemalige III. Städtische Irrenanstalt          | Haus 206, Krankenhausgebäude                                                                             |      |
| 09085408 | Karower Straße 7/17 Lindenberger Weg 1/69, 87–87B Schwanebecker Chaussee 4A-4H (Lage) | Klinikcampus C. W. Hufeland, ehemalige III. Städtische Irrenanstalt          | Haus 207, Krankenhausgebäude                                                                             |      |
| 09085408 | Karower Straße 7/17 Lindenberger Weg 1/69, 87–87B Schwanebecker Chaussee 4A-4H (Lage) | Klinikcampus C. W. Hufeland, ehemalige III. Städtische Irrenanstalt          | Haus 208, Krankenhausgebäude                                                                             |      |
| 09085408 | Karower Straße 7/17 Lindenberger Weg 1/69, 87–87B Schwanebecker Chaussee 4A-4H (Lage) | Klinikcampus C. W. Hufeland, ehemalige III. Städtische Irrenanstalt          | Haus 209, Krankenhausgebäude                                                                             |      |
| 09085408 | Karower Straße 7/17 Lindenberger Weg 1/69, 87–87B Schwanebecker Chaussee 4A-4H (Lage) | Klinikcampus C. W. Hufeland, ehemalige III. Städtische Irrenanstalt          | Haus 210, Krankenhausgebäude, 1900–1907, Umbau 1981                                                      |      |
| 09085408 | Karower Straße 7/17 Lindenberger Weg 1/69, 87–87B Schwanebecker Chaussee 4A-4H (Lage) | Klinikcampus C. W. Hufeland, ehemalige III. Städtische Irrenanstalt          | Haus 211, Krankenhausgebäude, 1900–1907, Umbau 1975                                                      |      |
| 09085408 | Karower Straße 7/17 Lindenberger Weg 1/69, 87–87B Schwanebecker Chaussee 4A-4H (Lage) | Klinikcampus C. W. Hufeland, ehemalige III. Städtische Irrenanstalt          | Haus 212, Verwahrungshaus für gefährliche Kranke, 1900–1907                                              |      |
| 09085408 | Karower Straße 7/17 Lindenberger Weg 1/69, 87–87B Schwanebecker Chaussee 4A-4H (Lage) | Klinikcampus C. W. Hufeland, ehemalige III. Städtische Irrenanstalt          | Haus 213, Verwahrungshaus für gefährliche Kranke, 1907–1910                                              |      |
| 09085408 | Karower Straße 7/17 Lindenberger Weg 1/69, 87–87B Schwanebecker Chaussee 4A-4H (Lage) | Klinikcampus C. W. Hufeland, ehemalige III. Städtische Irrenanstalt          | Haus 214, Verwaltungsbau, 1900–1907                                                                      |      |
| 09085408 | Karower Straße 7/17 Lindenberger Weg 1/69, 87–87B Schwanebecker Chaussee 4A-4H (Lage) | Klinikcampus C. W. Hufeland, ehemalige III. Städtische Irrenanstalt          | Haus 215, Landhaus für Frauen                                                                            |      |
| 09085408 | Karower Straße 7/17 Lindenberger Weg 1/69, 87–87B Schwanebecker Chaussee 4A-4H (Lage) | Klinikcampus C. W. Hufeland, ehemalige III. Städtische Irrenanstalt          | Haus 216, Landhaus für Frauen                                                                            |      |
| 09085408 | Karower Straße 7/17 Lindenberger Weg 1/69, 87–87B Schwanebecker Chaussee 4A-4H (Lage) | Klinikcampus C. W. Hufeland, ehemalige III. Städtische Irrenanstalt          | Haus 222, Küchengebäude, 1900–1907, Umbau um 1980                                                        |      |
| 09085408 | Karower Straße 7/17 Lindenberger Weg 1/69, 87–87B Schwanebecker Chaussee 4A-4H (Lage) | Klinikcampus C. W. Hufeland, ehemalige III. Städtische Irrenanstalt          | Haus 223, Remise, 1900–1907, Umbau um 1980                                                               |      |
| 09085408 | Karower Straße 7/17 Lindenberger Weg 1/69, 87–87B Schwanebecker Chaussee 4A-4H (Lage) | Klinikcampus C. W. Hufeland, ehemalige III. Städtische Irrenanstalt          | Haus 224, Röntgeninstitut, HNO-Ambulanz, Badehaus & Wäschehaus, 1900–1907                                |      |
| 09085408 | Karower Straße 7/17 Lindenberger Weg 1/69, 87–87B Schwanebecker Chaussee 4A-4H (Lage) | Klinikcampus C. W. Hufeland, ehemalige III. Städtische Irrenanstalt          | Haus 225, Werkstatt                                                                                      |      |
| 09085408 | Karower Straße 7/17 Lindenberger Weg 1/69, 87–87B Schwanebecker Chaussee 4A-4H (Lage) | Klinikcampus C. W. Hufeland, ehemalige III. Städtische Irrenanstalt          | Haus 226, Werkstatt                                                                                      |      |
| 09085408 | Karower Straße 7/17 Lindenberger Weg 1/69, 87–87B Schwanebecker Chaussee 4A-4H (Lage) | Klinikcampus C. W. Hufeland, ehemalige III. Städtische Irrenanstalt          | Haus 227, Kapelle, 1905–1906 von Ignatius Taschner (Bildhauer) & Otto Lohr                               |      |
| 09085408 | Karower Straße 7/17 Lindenberger Weg 1/69, 87–87B Schwanebecker Chaussee 4A-4H (Lage) | Klinikcampus C. W. Hufeland, ehemalige III. Städtische Irrenanstalt          | Haus 229, Berufsschule, 1900–1907                                                                        |      |
| 09085408 | Karower Straße 7/17 Lindenberger Weg 1/69, 87–87B Schwanebecker Chaussee 4A-4H (Lage) | Klinikcampus C. W. Hufeland, ehemalige III. Städtische Irrenanstalt          | Haus 230, Kindertagesstätte                                                                              |      |
| 09085408 | Karower Straße 7/17 Lindenberger Weg 1/69, 87–87B Schwanebecker Chaussee 4A-4H (Lage) | Klinikcampus C. W. Hufeland, ehemalige III. Städtische Irrenanstalt          | Haus 231, Klinik für Anästhesiologie und Intensivtherapie                                                |      |
| 09085408 | Karower Straße 7/17 Lindenberger Weg 1/69, 87–87B Schwanebecker Chaussee 4A-4H (Lage) | Klinikcampus C. W. Hufeland, ehemalige III. Städtische Irrenanstalt          | Haus 232, Cafe und Verkaufsstelle                                                                        |      |
| 09085408 | Karower Straße 7/17 Lindenberger Weg 1/69, 87–87B Schwanebecker Chaussee 4A-4H (Lage) | Klinikcampus C. W. Hufeland, ehemalige III. Städtische Irrenanstalt          | Haus 233, Pförtnerhaus                                                                                   |      |
| 09085408 | Karower Straße 7/17 Lindenberger Weg 1/69, 87–87B Schwanebecker Chaussee 4A-4H (Lage) | Klinikcampus C. W. Hufeland, ehemalige III. Städtische Irrenanstalt          | Haus 234, Direktorenwohnhaus                                                                             |      |
| 09085408 | Karower Straße 7/17 Lindenberger Weg 1/69, 87–87B Schwanebecker Chaussee 4A-4H (Lage) | Klinikcampus C. W. Hufeland, ehemalige III. Städtische Irrenanstalt          | Haus 235, Zweifamilienhaus                                                                               |      |
| 09085408 | Karower Straße 7/17 Lindenberger Weg 1/69, 87–87B Schwanebecker Chaussee 4A-4H (Lage) | Klinikcampus C. W. Hufeland, ehemalige III. Städtische Irrenanstalt          | Haus 236, Mehrfamilienhaus                                                                               |      |
| 09085408 | Karower Straße 7/17 Lindenberger Weg 1/69, 87–87B Schwanebecker Chaussee 4A-4H (Lage) | Klinikcampus C. W. Hufeland, ehemalige III. Städtische Irrenanstalt          | Haus 237, Mehrfamilienhaus                                                                               |      |
| 09085408 | Karower Straße 7/17 Lindenberger Weg 1/69, 87–87B Schwanebecker Chaussee 4A-4H (Lage) | Klinikcampus C. W. Hufeland, ehemalige III. Städtische Irrenanstalt          | Haus 238, Mehrfamilienhaus                                                                               |      |
| 09085408 | Karower Straße 7/17 Lindenberger Weg 1/69, 87–87B Schwanebecker Chaussee 4A-4H (Lage) | Klinikcampus C. W. Hufeland, ehemalige III. Städtische Irrenanstalt          | Haus 239, Mehrfamilienhaus                                                                               |      |
| 09085408 | Karower Straße 7/17 Lindenberger Weg 1/69, 87–87B Schwanebecker Chaussee 4A-4H (Lage) | Klinikcampus C. W. Hufeland, ehemalige III. Städtische Irrenanstalt          | Haus 240, Wohnhaus                                                                                       |      |
| 09085408 | Karower Straße 7/17 Lindenberger Weg 1/69, 87–87B Schwanebecker Chaussee 4A-4H (Lage) | Klinikcampus C. W. Hufeland, ehemalige III. Städtische Irrenanstalt          | Haus 241, Wohnhaus                                                                                       |      |
| 09085408 | Karower Straße 7/17 Lindenberger Weg 1/69, 87–87B Schwanebecker Chaussee 4A-4H (Lage) | Klinikcampus C. W. Hufeland, ehemalige III. Städtische Irrenanstalt          | Haus 242, Wohnhaus                                                                                       |      |
| 09085408 | Karower Straße 7/17 Lindenberger Weg 1/69, 87–87B Schwanebecker Chaussee 4A-4H (Lage) | Klinikcampus C. W. Hufeland, ehemalige III. Städtische Irrenanstalt          | Haus 243, Wohnhaus                                                                                       |      |
| 09085408 | Karower Straße 7/17 Lindenberger Weg 1/69, 87–87B Schwanebecker Chaussee 4A-4H (Lage) | Klinikcampus C. W. Hufeland, ehemalige III. Städtische Irrenanstalt          | Haus 244, Wohnhaus                                                                                       |      |
| 09085408 | Karower Straße 7/17 Lindenberger Weg 1/69, 87–87B Schwanebecker Chaussee 4A-4H (Lage) | Klinikcampus C. W. Hufeland, ehemalige III. Städtische Irrenanstalt          | Haus 248, Garage                                                                                         |      |
| 09085408 | Karower Straße 7/17 Lindenberger Weg 1/69, 87–87B Schwanebecker Chaussee 4A-4H (Lage) | Klinikcampus C. W. Hufeland, ehemalige III. Städtische Irrenanstalt          | Haus 252, Eiskeller                                                                                      |      |
| 09085408 | Karower Straße 7/17 Lindenberger Weg 1/69, 87–87B Schwanebecker Chaussee 4A-4H (Lage) | Klinikcampus C. W. Hufeland, ehemalige III. Städtische Irrenanstalt          | Haus 253, Kegelbahn                                                                                      |      |
| 09085408 | Karower Straße 7/17 Lindenberger Weg 1/69, 87–87B Schwanebecker Chaussee 4A-4H (Lage) | Klinikcampus C. W. Hufeland, ehemalige III. Städtische Irrenanstalt          | Haus 254, Zisterne                                                                                       |      |
| 09085408 | Karower Straße 7/17 Lindenberger Weg 1/69, 87–87B Schwanebecker Chaussee 4A-4H (Lage) | Denkmalverlust: Gebäude der Landwirtschaft                                   | von 1935, 1938, Abbruch für Neubau Helios Klinikum Berlin-Buch                                           |      |
| 09090541 | Robert-Rössle-Straße 10 (Lage)                                                        | Kaiser-Wilhelm-Institut für Hirnforschung                                    | Institut, 1928–1931 von Carl Sattler                                                                     |      |
| 09090541 | Robert-Rössle-Straße 10 (Lage)                                                        | Kaiser-Wilhelm-Institut für Hirnforschung                                    | Direktorenwohnhaus                                                                                       |      |
| 09090541 | Robert-Rössle-Straße 10 (Lage)                                                        | Kaiser-Wilhelm-Institut für Hirnforschung                                    | Mitarbeiterwohnhaus                                                                                      |      |
| 09050458 | Schwanebecker Chaussee 4, 5/9, 10–12 Am Stener Berg 4 (Lage)                          | Städtische Zentrale Buch                                                     | Backhaus der Städtischen Zentrale Buch, 1904–1906 von Ludwig Hoffmann                                    |      |
| 09050458 | Schwanebecker Chaussee 4, 5/9, 10–12 Am Stener Berg 4 (Lage)                          | Städtische Zentrale Buch                                                     | Pförtnerhaus, 1907–1908                                                                                  |      |
| 09050458 | Schwanebecker Chaussee 4, 5/9, 10–12 Am Stener Berg 4 (Lage)                          | Städtische Zentrale Buch                                                     | Waschhaus der Städtischen Zentrale Buch, 1904–1906                                                       |      |
| 09050458 | Schwanebecker Chaussee 4, 5/9, 10–12 Am Stener Berg 4 (Lage)                          | Städtische Zentrale Buch                                                     | Maschinenhaus mit unterirdischem Hochspannungsraum, 1904–1906, Erweiterung, 1926–1927                    |      |
| 09050458 | Schwanebecker Chaussee 4, 5/9, 10–12 Am Stener Berg 4 (Lage)                          | Städtische Zentrale Buch                                                     | technischer Versorgungskanal                                                                             |      |
| 09050458 | Schwanebecker Chaussee 4, 5/9, 10–12 Am Stener Berg 4 (Lage)                          | Städtische Zentrale Buch                                                     | Kesselhaus, 1904–1906                                                                                    |      |
| 09050458 | Schwanebecker Chaussee 4, 5/9, 10–12 Am Stener Berg 4 (Lage)                          | Städtische Zentrale Buch                                                     | Wasserwerk, 1906–1908, Umbau 1995                                                                        |      |
| 09050458 | Schwanebecker Chaussee 4, 5/9, 10–12 Am Stener Berg 4 (Lage)                          | Städtische Zentrale Buch                                                     | Amtshaus & Verwaltungsgebäude, 1910–1912                                                                 |      |
| 09050458 | Schwanebecker Chaussee 4, 5/9, 10–12 Am Stener Berg 4 (Lage)                          | Städtische Zentrale Buch                                                     | Mehrfamilienhaus der Betriebszentrale Buch, 1911–1913                                                    |      |
| 09050604 | Siedlungsstraße 1, 2/8, 9–48 Karower Chaussee 21/23 Lindenberger Weg 6/22 (Lage)      | Siedlung Buch                                                                | Reihenhäuser, 1919–1922 von Ludwig Hoffmann                                                              |      |
| 09066166 | Wiltbergstraße 48/90 Pölnitzweg 63/73 Röbellweg 39 (Lage)                             | IV. Städtische Irrenanstalt (Genesungsheim)                                  | 1909–1914 von Ludwig Hoffmann (siehe auch Gartendenkmal Wiltbergstraße 50/90)                            |      |
| 09066166 | Wiltbergstraße 48/90 Pölnitzweg 63/73 Röbellweg 39 (Lage)                             | IV. Städtische Irrenanstalt (Genesungsheim)                                  | Institut für Kortiko-Viscerale Pathologie und Therapie, 1956–1957 von Franz Ehrlich                      |      |
| 09085409 | Zepernicker Straße 2 Am Stener Berg 58, 60, 61 (Lage)                                 | Alte-Leute-Heim                                                              | 1905–1909 von Ludwig Hoffmann                                                                            |      |
| 09085409 | Zepernicker Straße 2 Am Stener Berg 58, 60, 61 (Lage)                                 | Alte-Leute-Heim                                                              | Wasserturm der Städtischen Zentrale Buch, 1904–1906 (siehe auch Gartendenkmal Zepernicker Straße 2)      |      |

## Baudenkmale
| Nr.      | Lage                                               | Offizielle Bezeichnung                                              | Beschreibung | Bild |
| -------- | -------------------------------------------------- | ------------------------------------------------------------------- | --- | ---- |
| 09050461 | Alt-Buch 36 (Lage)                                 | Evangelisches Pfarrhaus Bestandteil des Ensembles: Alt-Buch         | 1912 von Franz Arnous mit Gemeindehaus, 1927 von Walter Glootz                                                                             |      |
| 09050466 | Alt-Buch 37 (Lage)                                 | Schlosskirche Buch mit Friedhof Bestandteil des Ensembles: Alt-Buch | 1731–1736 von Friedrich Wilhelm Diterichs, Wiederherstellung 1950–1953                                                                     |      |
| 09050462 | Alt-Buch 38 (Lage)                                 | Küsterei und Dorfschule Bestandteil des Ensembles: Alt-Buch         | 1886 |      |
| 09050463 | Alt-Buch 38A (Lage)                                | Ausspanne mit Wohnung Bestandteil des Ensembles: Alt-Buch           | um 1870, um 1900 |      |
| 09050468 | Alt-Buch 53 (Lage)                                 | Hofanlage Bestandteil des Ensembles: Alt-Buch                       | Wohnhaus, 1908 von Bärbaum |      |
| 09050468 | Alt-Buch 53 (Lage)                                 | Hofanlage Bestandteil des Ensembles: Alt-Buch                       | Scheune, 1901 |      |
| 09050468 | Alt-Buch 53 (Lage)                                 | Hofanlage Bestandteil des Ensembles: Alt-Buch                       | Stall, um 1890 |      |
| 09050468 | Alt-Buch 53 (Lage)                                 | Hofanlage Bestandteil des Ensembles: Alt-Buch                       | Gewerbegebäude, um 1930 |      |
| 09050459 | Alt-Buch 72 (Lage)                                 | Wohnhaus                                                            | um 1908 von Ludwig Hoffmann |      |
| 09090052 | Karower Chaussee 97 Ernst-Ludwig-Heim-Straße(Lage) | Schmuckmauer am Schuleingang                                        | 1976 von Werner Petrich und Hanfried Schulz                                                                                                |      |
| 09050464 | Karower Straße 1 (Lage)                            | Schlosskrug Buch Bestandteil des Ensembles: Alt-Buch                | 1823; Holzpavillon, um 1900; Gartenhof |      |
| 09045059 | Pölnitzweg 1 (Lage)                                | Haus Steinbrück                                                     | 1966–1967 von Franz Ehrlich |      |
| 09050174 | Pölnitzweg 66 (Lage)                               | Kath. Mater-Dolorosa-Kirche                                         | 1934–1935 von Josef Weber |      |
| 09050171 | Robert-Rössle-Straße 10 (Lage)                     | Torhaus (Foto) und Gläsernes Labor                                  | 1913–1922 von Ludwig Hoffmann, ursprünglich Gebäude für Zweiten Städtischen Zentralfriedhof                                                |      |
| 09085385 | Schwanebecker Chaussee 3 (Lage)                    | Landarbeiterkaserne                                                 | 1890 |      |
| 09050175 | Wiltbergstraße (Lage)                              | Sowjetisches Ehrenmal Bestandteil des Ensembles: Alt-Buch           | 1947–1948 von Johann Tenne (siehe auch Gartendenkmal Alt-Buch 41)                                                                          |      |
| 09085389 | Wiltbergstraße (Lage)                              | S-Bahnhof Buch                                                      | Empfangsgebäude, Treppenaufgang und Bahnsteig, Eisenbahnbrücken, Stellwerk, 1910–1916 von Ernst Schwarz, Karl Cornelius und Alfred Lücking |      |
| 09050173 | Wiltbergstraße 37/39 (Lage)                        | Schulgebäude                                                        | 1903–1915; 1932 von W. Krüger |      |

## Gartendenkmale
| Nr.      | Lage                                                                                 | Offizielle Bezeichnung                                             | Bestandteile | Bild |
| -------- | ------------------------------------------------------------------------------------ | ------------------------------------------------------------------ | --- | ---- |
| 09046057 | Alt-Buch 41 Pölnitzweg Röntgentaler Weg Wiltbergstraße (Lage)                        | Schlosspark Buch Bestandteil des Ensembles: Alt-Buch               | Parkanlage mit Einfriedung und Portal, 1670–1672 Holländischer Garten von Gerhard Bernhard von Pölnitz, seit 1724 erweitert, nach 1760 und 19. Jahrhundert Umgestaltungen zum Landschaftsgarten, nach 1925 und seit 1955 Neugestaltungen (siehe auch Baudenkmal Wiltbergstraße) |      |
| 09046058 | Alt-Buch 67/71 Pölnitzweg Zepernicker Straße (Lage)                                  | Krankenhausgarten an der Heimstätte für männliche Brustkranke      | 1901–1905 von Ludwig Hoffmann (siehe auch Gesamtanlage Alt-Buch 67/71) |      |
| 09046058 | Alt-Buch 67/71 Pölnitzweg Zepernicker Straße (Lage)                                  | Krankenhausgarten an der Heimstätte für männliche Brustkranke      | Brunnen im Innenhof |      |
| 09046066 | Karower Straße 7/17 Lindenberger Weg 1/69, 87–87B Schwanebecker Chausse 4A-4H (Lage) | Krankenhausgarten an der III. Städtischen Irrenanstalt             | Garten, 1900–1907 von Ludwig Hoffmann (siehe auch Gesamtanlage III. Städtische Irrenanstalt) |      |
| 09046066 | Karower Straße 7/17 Lindenberger Weg 1/69, 87–87B Schwanebecker Chausse 4A-4H (Lage) | Krankenhausgarten an der III. Städtischen Irrenanstalt             | Gänsebrunnen von Georg Wrba und Brunnenfigur von August Vogel |      |
| 09046066 | Karower Straße 7/17 Lindenberger Weg 1/69, 87–87B Schwanebecker Chausse 4A-4H (Lage) | Krankenhausgarten an der III. Städtischen Irrenanstalt             | Bronzebüste Christoph Wilhelm Hufeland, 1833 von Christian Daniel Rauch |      |
| 09046072 | Wiltbergstraße 48/90, Pölnitzweg 69/73, Röbellweg 39 (Lage)                          | Krankenhausgarten der IV. Städtischen Irrenanstalt (Genesungsheim) | 1909–1914 von Ludwig Hoffmann von Ignatius Taschner, Georg Wrba, Josef Rauch (siehe auch Gesamtanlage Wiltbergstraße 48/90) |      |
| 09046072 | Wiltbergstraße 48/90, Pölnitzweg 69/73, Röbellweg 39 (Lage)                          | Krankenhausgarten der IV. Städtischen Irrenanstalt (Genesungsheim) | Brunnen und Gartenplastik |      |
| 09046072 | Wiltbergstraße 48/90, Pölnitzweg 69/73, Röbellweg 39 (Lage)                          | Krankenhausgarten der IV. Städtischen Irrenanstalt (Genesungsheim) | Holzpavillons; Freiflächen des Instituts für Kortiko-Viscerale Pathologie und Therapie, 1956–1957 von Franz Ehrlich |      |
| 09046075 | Zepernicker Straße 2 Am Stener Berg 58, 60, 61 (Lage)                                | Krankenhausgarten am Alte-Leute-Heim                               | 1904–1909 von Ludwig Hoffmann, mit Brunnen und plastischem Schmuck von Ignatius Taschner (siehe Gesamtanlage Zepernicker Straße 2) |      |

## Bodendenkmale
| Nr.      | Lage                                                                                      | Offizielle Bezeichnung                                 | Bestandteile                                                          | Bild |
| -------- | ----------------------------------------------------------------------------------------- | ------------------------------------------------------ | --------------------------------------------------------------------- | ---- |
| 09012515 | Alt-Buch 45/51 (Lage)                                                                     | Gutshof und Vorgängerbauten                            | 14.–17. Jh. sowie germanische Siedlungsreste der Römischen Kaiserzeit |      |
| 09030381 | Alt-Buch 74 (Lage)                                                                        | Reste eines Urnen-Gräberfeldes der Jüngeren Bronzezeit | 1200–800 v. u. Z., in Spornlage                                       |      |
| 09090063 | Schönerlinder Straße Gemarkung Pankow, Flur 37 Flurstück 6 und Flur 50 Flurstück 3 (Lage) | Siedlung der Jüngeren Bronzezeit, Fundstelle 1549      |                                                                       |      |

## Ehemalige Denkmale
| Nr.       | Lage                          | Offizielle Bezeichnung                                             | Bestandteile | Bild |
| --------- | ----------------------------- | ------------------------------------------------------------------ | ------------ | ---- |
| 09050608  | Schwanebecker Chaussee (Lage) | Grabstätte Bert Heller auf dem Städtischen Friedhof Berlin-Buch    |              |      |
| unbekannt | Mewesstraße 4 (Lage)          | Umformwerk Röntgental, 1922–1925 von Richard Brademann; abgerissen |              |      |